# Rhipidoglossum microphyllum
Rhipidoglossum microphyllum é uma espécie de orquídea, família Orchidaceae, que existe em Ruanda, Tanzânia e Malawi. Trata-se de planta epífita, monopodial  com caule que mede pelo menos vinte centímetros de comprimento e tem folhas alternadas ao longo de todo o caule; cujas pequenas flores tem um igualmente pequeno nectário sob o labelo.

## Publicação e sinônimos
- Rhipidoglossum microphyllum Summerh., Bot. Mus. Leafl. 12: 93 (1945).

Sinônimos homotípicos:
- Diaphananthe microphylla (Summerh.) Summerh., Kew Bull. 14: 142 (1960).